# Olympische Sommerspiele 1952/Turnen – Gruppengymnastik (Frauen)
Die Gruppengymnastik der Frauen bei den Olympischen Sommerspielen 1952 fand in der Messuhalli am 24. Juli statt.

## Ergebnis
| Rang | Nation | Punkte |
| ---- | --- | ------ |
| 1    | SchwedenKarin Lindberg Gun Röring Evy Berggren Göta Pettersson Ingrid Sandahl Hjördis Nordin Vanja Blomberg                                                       | 74,20  |
| 2    | SowjetunionMarija Gorochowskaja Nina Botscharowa Galina Minaitschewa Galina Urbanowitsch Pelageja Danilowa Galina Schamrai Medea Dschugeli Jekaterina Kalintschuk | 73,00  |
| 3    | UngarnMargit Korondi Ágnes Keleti Edit Weckinger-Perényi Olga Tass Erzsébet Gulyás-Köteles Mária Kövi-Zalai Andrea Bodó Irén Karcsics-Daruházi                    | 71,60  |
| 4    | BR DeutschlandIrma Walther Hanna Grages Elisabeth Ostermeyer Wolfgard Voß Inge Sedlmaier Lydia Zeitlhofer Brigitte Kiesler Hildegard Koop                         | 71,20  |
| 5    | FinnlandRaili Tuominen Vappu Salonen Arja Lehtinen Raili Hoviniemi Pirkko Vilppunen Maila Nisula Pirkko Pyykönen Raija Simola                                     | 70,60  |
| 6    | TschechoslowakeiEva Věchtová Alena Chadimová Jana Rabasová Božena Srncová Hana Bobková Matylda Šínová Věra Vančurová Alena Reichová                               | 70,00  |
| 6    | NiederlandeLenie Gerrietsen Huiberdina Krul-van der Nolk van Gogh Annie Ros Tootje Selbach Cootje Kampen-Tonneman Jo Cox-Ladru Toetie Selbach Nanny Simon         | 70,00  |
| 8    | JugoslawienSonja Rožman Tanja Žutić Anka Drinić Nada Spasić Milica Rožman Ada Smolnikar Marica Ivandekić Tereza Kočiš                                             | 69,20  |
| 9    | ÖsterreichIda Kadletz Gerti Fesl Gertrude Kolar Hedwig Traindl Gertrude Barosch Gertrude Gries Edeltraud Schramm Hildegard Grill                                  | 68,40  |
| 10   | ItalienLidia Pitteri Miranda Cicognani Licia Macchini Liliana Scaricabarozzi Grazia Bozzo Luciana Reali Elisabetta Durelli Renata Bianchi                         | 68,20  |
| 11   | FrankreichGinette Durand Irène Pittelioen Alexandra Lemoine Madeleine Jouffroy Liliane Montagne Colette Hué Colette Fanara Jeannette Vogelbacher                  | 67,80  |
| 12   | BulgarienZwetanka Stantschewa Iwanka Dolschewa Saltirka Spassowa Wassilka Stantschewa Rajna Grigorowa Jordanka Jowkowa Stojanka Angelowa Penka Prissadaschka      | 66,80  |
| 13   | RumänienStela Perin Olga Göllner Ileana Gyarfaș Olga Munteanu Helga Bîrsan Eveline Slavici Elisabeta Abrudeanu Teofila Băiașu                                     | 66,80  |
| 14   | PolenStefania Świerzy Stefania Reindl Helena Rakoczy Zofia Kowalczyk Honorata Marcińczak Barbara Wilk Dorota Horzonek Urszula Łukomska                            | 64,20  |
| 15   | GroßbritannienGwynedd Lewis Patricia Hirst Cissy Davies Margo Morgan Margaret Thomas Irene Hirst Valerie Mullins Marjorie Raistrick                               | 63,00  |
| 16   | Vereinigte StaatenMarian Barone Ruth Grulkowski Clara Lomady Ruth Topalian Dorothy Dalton Marie Hoesly Meta Elste Doris Kirkman                                   | 61,60  |